# Dawungan (Jatiroto)
Dawungan is een bestuurslaag in het regentschap Wonogiri van de provincie Midden-Java, Indonesië. Dawungan telt 2123 inwoners (volkstelling 2010).